# Lienhard Pflaum

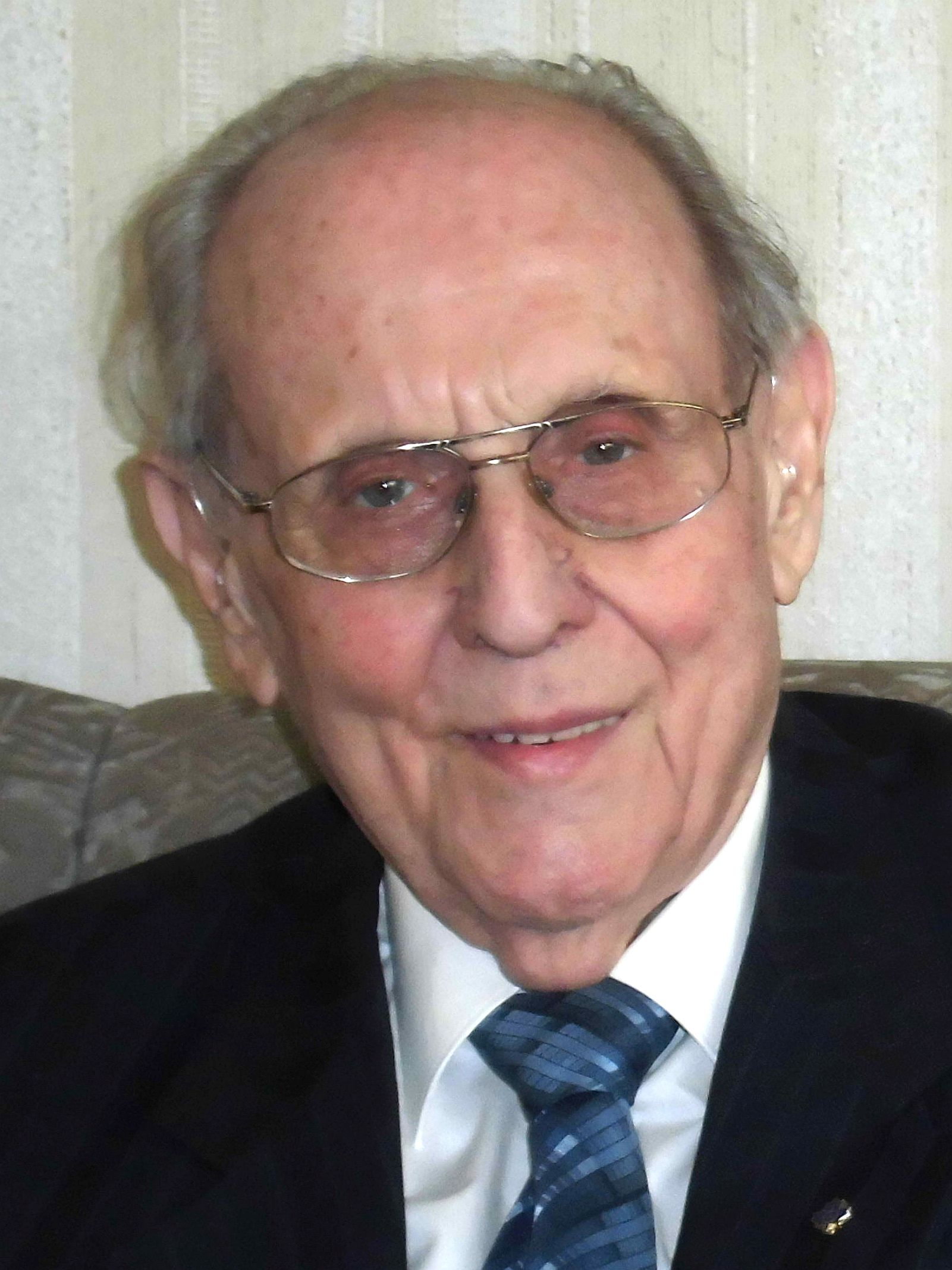
Lienhard Pflaum 2015

Lienhard Pflaum (* 13. Januar 1927 in Mannheim; † 4. März 2018 in Unterhaugstett) war ein deutscher Theologe, Pfarrer der Evangelischen Landeskirche in Baden, Redakteur, Autor vieler Bücher und langjähriger Direktor der Liebenzeller Mission.

## Leben und Wirken
Lienhard Pflaum studierte ab 1947 Evangelische Theologie in Tübingen und Heidelberg. Im April 1953 wurde er in Mannheim ordiniert und begann danach das Vikariat in Schwetzingen. Ab 1954 war er Religionslehrer am Gymnasium in Konstanz. Von 1958 bis 1963 arbeitete er als Gemeindepfarrer, Bezirks-Jugendpfarrer und Bezirks-Beauftragter für Volksmission und Äußere Mission in Riegel am Kaiserstuhl und Endingen am Kaiserstuhl. Ab 1963 war er beurlaubt zum Dienst in der Liebenzeller Mission als theologischer Lehrer, dann als Seminarleiter. Ab 1966 war er Vorsitzender des Vorstands und ab 1968 bis zu seinem Ruhestand 1992 deren Direktor. In dieser Zeit kamen 1975 die heutigen Christlichen Gästehäuser Monbachtal zum Missionswerk hinzu, wo er das Seminar für Missionarische Fortbildung initiierte. Unter seiner Leitung habe das Werk, dessen Führungspersönlichkeiten bis dahin häufig wechselten, an innerer Stabilität gewonnen, hieß es bei der Verabschiedung. Sein klarer Durchblick in den geistigen Auseinandersetzungen und Strömungen der Gegenwart habe die Liebenzeller Mission entscheidend geprägt.
Pflaum war bis im November 1991 Vorstandsmitglied des Liebenzeller Gemeinschaftsverbandes. Er war Mitglied der Kirchlich-theologischen Arbeitsgemeinschaft für biblisches Christentum, die sich ab 1952 mit den Lehren Rudolf Bultmanns kritisch auseinandersetzte. 1963 verfasste er dazu eine Schrift gegen dessen „falsche Lehre“. Pflaum war jahrelang Mitglied evangelikaler Gremien: von 1969 bis 1991 im Hauptvorstand der Deutschen Evangelischen Allianz und bei der Arbeitsgemeinschaft Evangelikaler Missionen, sowie von 1967 bis 1973 bei der württembergischen Landessynode. Er war von 1971 bis 1990 Stellvertretender Präses des Gnadauer Verbandes und gehörte auch zu den Gründern der Evangelischen Nachrichtenagentur idea. Er war ab 1981 im Vorstand und für 15 Jahre Mitglied im Ständigen Ausschuss des Bibelbundes, ab 1964 Mitglied der „kirchlich-theologischen Arbeitsgemeinschaft“, Mitglied des Kuratoriums des „Instituts für evangelische Missiologie“, Mitherausgeber der Zeitschrift Hoffen und Handeln, gehörte zur Schriftleitung des Quartalsblattes „Aufblick und Ausblick“, das vom „Verein zur Stärkung des biblischen Glaubens“ herausgegeben wird und war Vorsitzender des „Vereins zur Förderung biblischer Unterweisung und Orientierung“, der das Mitteilungsblatt „Gottes Wort in unserer Zeit“ und missionarisch-seelsorgerliche Hefte verbreitet. 1987 war er Mitunterzeichner der Abendmahlsübereinkunft der Evangelischen Landeskirche in Württemberg mit ihren Landeskirchlichen Gemeinschaften.
In der Zentrale des Liebeswerks für Israel „Zedakah“ in Maisenbach (Bad Liebenzell) hielt er bis ins hohe Alter jeden Monat einen Gottesdienst.

## Familie
Lienhard Pflaum war seit 1956 mit seiner 2017 verstorbenen Frau Renate verheiratet. Das Paar hatte vier Kinder und wohnte im Ruhestand in Unterhaugstett. Einer der Söhne ist der Theologe Johannes Pflaum.

## Ehrungen
Im Jahr 1988 wurde Pflaum von der Biola University in Kalifornien die Ehrendoktorwürde zum Doctor of Divinity (DD) verliehen.

## Veröffentlichungen
- Licht auf dem Weg (Mehrteiliges Werk):
  - Licht auf dem Weg. Heft 3. Jesus Christus, unsere Heiligung, Verlag der Liebenzeller Mission, Bad Liebenzell 1967.
  - Licht auf dem Weg. Heft 4. Gottes Hände, Verlag der Liebenzeller Mission, Bad Liebenzell 1967.
  - Licht auf dem Weg. Heft 7/8. Komm mit auf dem Weg zum Leben, Verlag der Liebenzeller Mission, Bad Liebenzell 1969.
  - Licht auf dem Weg. Heft 13/14. Wer wird dabei sein, wenn der Herr kommt?, Verlag der Liebenzeller Mission, Bad Liebenzell 1969.
  - Licht auf dem Weg. Heft 16/17. Dienet dem Herrn mit Freuden: eine Wegweisung anhand des 100. Psalms, Verlag der Liebenzeller Mission, Bad Liebenzell 1973, ISBN 978-3-5010-0608-5.
- Mission in endgeschichtlicher Zeit, Verlag der Liebenzeller Mission, Bad Liebenzell 1969.
- Lösungen oder Erlösung?, Verlag der Liebenzeller Mission, Bad Liebenzell 1969.
- Deutscher Evangelischer Kirchentag 1969, Rückblick und Besinnung, Verlag der Liebenzeller Mission, Bad Liebenzell 1969.
- Isten keze (ungarisch; dt. Titel: Die Hand Gottes), Evang. Iratmisszió, Stuttgart 1973.
- Kampf, Anfechtung, Überwindung: biblische Hinweise zu dem uns aufgetragenen Kampf des Glaubens, Verlag der Liebenzeller Mission, Bad Liebenzell 1978, ISBN 978-3-88002-068-9.
- Gottes Hände, Johannis-Verlag, Lahr-Dinglingen 1979, Aufl. 1998, ISBN 978-3-5011-1048-5.
- mit Ernst Buddeberg: Wie gelange ich zur Heilsgewissheit?, Verlag der Liebenzeller Mission, Bad Liebenzell 1980, ISBN 978-3-88002-121-1.
- Lobe den Herrn, meine Seele: eine Anleitung zum Gotteslob anhand des 103. Psalmes, Johannis-Verlag, Lahr-Dinglingen 1980, ISBN 978-3-5010-0607-8.
- Komm mit auf dem Weg zum Leben: eine Wegweisung an Hand des 1. Psalms, Johannis-Verlag, Lahr-Dinglingen 1980, ISBN 978-3-5010-0606-1.
- Evangelisation – was bremst denn da? Beitrag zum evangelistischen Auftrag der deutschen Gemeinschaftsbewegung, Verlag der Liebenzeller Mission, Bad Liebenzell 1980, ISBN 978-3-88002117-4.
- Gott gibt erfülltes Leben, Johannis-Verlag, Lahr-Dinglingen 1981, ISBN 978-3-5011-9607-6.
- Dienet dem Herrn mit Freuden. Ein sinnerfülltes Leben anhand des Psalm 100, Johannis-Verlag, Lahr-Dinglingen 1981, ISBN 978-3-5010-0608-5.
- Jesus Christus unsere Heiligung, Johannis-Verlag, Lahr-Dinglingen 1982, ISBN 978-3-5011-1059-1.
- In der Spur Jesu bleiben: ein Gruss für Kranke, Johannis-Verlag, Lahr-Dinglingen 1982, ISBN 978-3-5011-1058-4.
- Gottes Hände, Johannis-Verlag, Lahr-Dinglingen 3. Aufl. 1987, ISBN 978-3-5011-1048-5.
- Gott gibt lichtvolles Alter, Johannis-Verlag, Lahr-Dinglingen 1982, Aufl. 1987, ISBN 978-3-5011-9608-3.
- Gott gibt Weihnachtsfreude, Johannis-Verlag, Lahr-Dinglingen 1982, ISBN 978-3-5011-9612-0.
- Kraft aus der Stille, Johannis-Verlag, Lahr-Dinglingen 1984, ISBN 978-3-5010-0612-2.
- Die Friedensbewegung Gottes. Ein Weihnachtsgruss, Johannis-Verlag, Lahr-Dinglingen 1984, ISBN 978-3-5011-1071-3.
- Das Licht scheint in der Finsternis, Johannis-Verlag, Lahr-Dinglingen 1984, ISBN 978-3-88002-231-7.
- Gedanken für jeden Tag, Verlag der Liebenzeller Mission, Bad Liebenzell 1985, ISBN 3-88002-253-4.
- Gott gibt erfülltes Leben, Johannis-Verlag, Lahr-Dinglingen 1986, ISBN 978-3-5011-9607-6.
- Kraftquellen der Gemeinde Jesu Christi auf dem Weg durch die letzte Zeit, Johannis-Verlag, Lahr-Dinglingen 1996, 3. Aufl. 1998, ISBN 978-3-5010-1291-8.
  - Jézus Krisztus gyülekezetének erőforrásai az utolsó időn át vezető útján (ungarische Ausgabe), Evangéliumi K. és Iratmisszió, Budapest 1996, ISBN 963-9012-21-1).
  - Pramene sily: Cirkev v období posledných dní (slowakische Ausgabe), MSEJK, Bratislava 2008, ISBN 978-80-89279-15-9).
- Frohe Weihnachtszeit, Johannis-Verlag, Lahr-Dinglingen 1999, ISBN 978-3-5011-9703-5.
- Das Evangelium Jesu Christi, eine Kraft Gottes, Johannis-Verlag, Lahr-Dinglingen 1999, 2. Aufl. 2002, ISBN 978-3-5010-1331-1.
- Geheimnisvolle Weihnachten, Johannis-Verlag, Lahr-Dinglingen 2000, ISBN 978-3-501-19706-6.
- Weihnachtsfrieden in dunkler Zeit, Johannis-Verlag, Lahr-Dinglingen 2002, ISBN 978-3-501-19713-4.
- Heinrich Coerper: ein Mann, den Jesus Christus gebrauchte, Johannis-Verlag, Lahr-Dinglingen 2003, ISBN 978-3-5010-1481-3.
- Weihnachten – der Lichtstrahl aus Gottes ewiger Welt, Johannis-Verlag, Lahr-Dinglingen 2003, ISBN 978-3-501-19717-2.
- Weihnachten – die befreiende Botschaft Gottes, Johannis-Verlag, Lahr-Dinglingen 2004, ISBN 978-3-501-19721-9.
- Weihnachten – das Geschenk Gottes, Johannis-Verlag, Lahr-Dinglingen 2005, ISBN 978-3-501-19727-1.
- Der feste Grund unseres Lebens. Heilsgeschichtliche Betrachtungen, MediaKern-Verlag, Friesenheim-Schuttern 2012, ISBN 978-3-8429-1304-2.

als Mitautor
- Heinrich Coerper, S. 118–126. In Arno Pagel (Hrsg.): Er führt zum Ziel, Francke Verlag, Marburg/Lahn 1981, ISBN 978-3-88224-198-3.
- Gnadau und die Äußere Mission, S. 392–393. In: Kurt Heimbucher (Hrsg.): Dem Auftrag verpflichtet. Die Gnadauer Gemeinschaftsbewegung. Prägungen – Positionen – Perspektiven, Brunnen Verlag (Gießen) 1988, ISBN 978-3-7655-5743-9.

als Herausgeber
- Wilhelm Busch: Gottes Auserwählte. Aus den letzten Ansprachen Pfarrer Buschs insbesondere beim Pfingstmissionsfest 1966 in Bad Liebenzell, Verlag der Liebenzeller Mission, Bad Liebenzell 1967.Online
- Er aber sprach zu mir: gesammelte Zeugnisse von Menschen der Gegenwart, Verlag der Liebenzeller Mission, Bad Liebenzell 1969, ISBN  978-3-88002-002-3.
- Wilhelm Steinhilber: Der feuerspeiende Berg: aus der Frühzeit der Liebenzeller Mission – mit einem Überblick über die gegenwärtige Arbeit dieses Werkes, Verlag der Liebenzeller Mission, Bad Liebenzell 4., überarb. u. erw. Aufl. 1985, ISBN  978-3-88002-050-4.